# Београд (албум)
Београд је компилацијски ЛП албум музичара Maxa Vincenta. Објављен је постхумно 30. маја 2018. године на винил формату у лимитираној серији од 500 примерака за издавачку кућу Discom.

## Опште информације
Албум се састоји од 8 необјављених песама, насталих у периоду од 1986. до 1999. године, које је Max Vincent желео да употреби у једном концептуалном албуму Објавила га је издавачка кућа Discom 30. маја 2018. године. Све песме су лиценциране од музичарове мајке Слободанке Поповић, а албум је објављен као сећање на преминулог музичара.
Веб-сајт bordelloaparigi.com наводи да је албум Београд крајње интригантан, таман, облачан, са непредвидивим решењима и прелазима између ритма, путања, синтисајзерских текстура, вокала и других слојева.
Музички жанр албума је електронски, док је стил албума описан као синт поп и мининал.
Ексклузивни продуценти албума су Лука Поповић и Вања Тодоровић, на гитари Ненад Мартиновић, на вокалу била је Мима Паунковић, постпродукцију радио је Дади Стојановић, а фотографи задужени за омот албума били су Милош Стошић и Мирослав Предојевић. Музику, текст, инструментале и продукцију песама радио је Max Vincent.